# Les Ormes-sur-Voulzie
Les Ormes-sur-Voulzie ist eine französische Gemeinde mit 862 Einwohnern (Stand 1. Januar 2022) im Seine-et-Marne in der Region Île-de-France. Sie gehört zum Arrondissement Provins und zum Kanton Provins. Die Einwohner nennen sich Ormois.

## Geographie
Der Ort besteht aus den drei Teilen Le Bourg, Couture und Moulin d’Ocle, die im Laufe der Geschichte zu unterschiedlichen Grundherrschaften gehörten. In den 1980er Jahren sind durch die Bebauung entlang der Straße Sentier de la Messe Le Bourg und Moulin d’Ocle zusammengewachsen.
Der Ort liegt im Tal des Flusses Voulzie sowie am ehemaligen Schifffahrtskanal Canal des Ormes. Im Süden berührt das Gemeindegebiet auch das Flüsschen Ruisseau des Méances.

## Bevölkerungsentwicklung
| Jahr      | 1962 | 1968 | 1975 | 1982 | 1990 | 1999 | 2007 | 2019 |
| Einwohner | 672  | 663  | 651  | 688  | 737  | 823  | 850  | 856  |

## Sehenswürdigkeiten
Siehe auch: Liste der Monuments historiques in Les Ormes-sur-Voulzie
- Kirche Notre-Dame-de-l’Assomption, erbaut nach 1574

## Persönlichkeiten
- Roger Benenson (* 13. April 1900; † 5. März 1945), von Beruf Mechaniker, war ein kommunistischer Abgeordneter, der von den deutschen Besatzern während des Zweiten Weltkriegs deportiert wurde und im KZ-Außenlager Salzgitter-Drütte starb.